# 郭亮 (明朝)
郭亮（14世纪？—1423年），河南行省廬州路合肥縣（今安徽省合肥市）人，明朝軍事將領、成安侯。
郭亮起初為永平衛千戶，燕王朱棣起兵抵達永平時，其與指揮趙彜率城投降，后命守衛。永平地接山海關，與遼東相連。當時遼東鎮將江陰侯吳高、都督楊文等圍永平，郭亮堅守至援兵抵達。之後楊文再次率眾圍攻，郭亮與劉江合擊獲勝。之後累任都督僉事。明成祖即位后，因守城有功封成安侯，祿千二百石，世伯爵。永樂七年守開平。二十一年去世。贈興國公，謚忠壯。其妾韓氏自經殉情，贈淑人。